# 鳥營 (科羅拉多州)
鳥營（英語：Camp Bird）是位於美國科羅拉多州烏雷縣的一個非建制地區。該地的面積和人口皆未知。

## 地理
鳥營的座標為37°58′37″N 107°47′17″W / 37.97694°N 107.78806°W，而該地的平均海拔高度為2965米（即9728英尺）。